# Caecum pulchellum
Caecum pulchellum är en snäckart som beskrevs av William Stimpson 1851. Caecum pulchellum ingår i släktet Caecum och familjen Caecidae. Inga underarter finns listade i Catalogue of Life.